# Киносита, Юка
Юка Киносита (яп. 木下 ゆうか Киносита Ю:ка, род. 4 февраля 1985 года) — японский видеоблогер, занимающаяся поеданием пищи на камеру.

## Биография
Юка создала основной канал на YouTube 21 мая 2014 года, посвящённый теме еды. Второй канал был создан 15 апреля 2016 года. По состоянию на февраль 2018 года, её видеоролики были просмотрены более миллиарда раз на основном канале и более 22 миллионов на втором.
Киносита загружает видеоролики ежедневно. В них она ест блюда энергетической ценностью от 5000 до 23 000 калорий. Обычно её видеоролики длятся 5—7 минут, но иногда она загружает более длинные видео. К примеру, на одном из видео Юка разом съедает 100 ломтей хлеба с джемом, 4 ведра курицы из KFC и целый арбуз весом 10 кг.
Видеоролики Киноситы понятны для англоязычных зрителей, потому что они сопровождаются субтитрами на английском языке. Её личность вызвала большой интерес на Западе. Она также участвовала в японском ток-шоу «Огуи» (яп. 大食い, «обжора»).
Киносита не испытывает позывов к рвоте, дефекации и не полнеет, несмотря на громадное количество съеденной еды. Её желудок, по-видимому, может очень сильно растягиваться, а сама она заявляет, что у неё очень быстрый метаболизм. Медицинское обследование не выявило у Киноситы серьёзных проблем со здоровьем.
Юка Киносита не замужем, у неё нет детей.
В 2023 году количество просмотров на свежих видео Юки значительно снизилось в связи с падением популярности жанра мокпан. На момент декабря 2023 года среднее количество просмотров на канале за месяц составляет 39,5 тысяч.